# Segata Sanshiro
Segata Sanshiro (jap. せがた三四郎) je fikcijski lik koji se tijekom 1997. i 1998. godine pojavljivao u Seginim reklamama za konzolu Saturn. Njegovim imenom se parodira Sanshiru Sugati, legendarnom judo borcu iz filma Akire Kurosawe. Njegovu ulogu tumačio je japanski glumac Hiroshi Fujioka.

## Opis
Segata Sanshiro je vrsni poznavaoc borilačkih vještina. Tako iz juda ima crni pojas treći dan, iz karatea crni pojas prvi dan te zna koristiti različite vrste hladnog oružja. Njegovo ime je u prijevodu slično frazama: "Moraš igrati Segu Saturn!" (jap. セガサターン、シロ!; Sega Satān, shiro!) te "Sega Saturn, bijela" (jap. セガサターン、白; Sega Satān, Shiro) čime se aludira na novu verziju konzole bijele boje koja je zamijenila prvotnu sivu verziju.
Lik se pojavljuje u ukupno dvadeset reklama u kojima reklamira novoizašle igre za Segu Saturn (npr. Sonic R, Saturn Bomberman Fight!!, Shining Force III, Deep Fear, The House of the Dead, World Cup 98 i ostale). Također, Segata se u njima tuče s mladeži koja ne igra Segu Saturn te na leđima nosi veliku inačicu te konzole vježbajući tako da udara po ogromnom Saturnovom kontroleru.
U pretposljednjoj reklami terorist ispaljuje ogromnu raketu na zgradu Seginog sjedišta gdje rukovodstvo tvrtke slavi Dreamcast, novog Saturnovog nasljednika. Sam Segata to primjećuje te skače s vrha zgrade, zaustavljajući pritom raketu te s njome odlazi u svemir. Ondje raketa eksplodira čime sam junak tragično pogiba. Posljednja reklama sadrži kompilaciju najboljih dijelova iz prethodnih reklama.
Sam Segata Sanshiro je kroz reklame postao veoma popularan u Japanu što je doprinijelo uspješnoj Saturnovoj prodaji u domovini. Kada je u zemlji izašao CD s pjesmom posvećenom Segati, on je ostvario prodaju u više od 100.000 primjeraka.

## Videoigre
Seginom glavnom protagonistu konzole Saturn, posvećana je videoigra Segata Sanshirō Shinken Yūgi koja je za izašla za japansko tražište krajem listopada 1998. godine. Također, Segata Sanshiro ima i cameo uloge u igrama Rent-A-Hero No. 1,  Sonic & All-Stars Racing Transformed, Hyperdimension Neptunia Mk2 i Hyperdimension Neptunia Victory.

## Vanjske poveznice
- Web stranica posvećena Segati Sanshiro